# Passivo exigível a longo prazo
Passivo exigível a longo prazo são as obrigações de uma empresa que serão liquidadas após o final do exercício financeiro seguinte. Na maioria das instituições, considera-se o "exercício", um ano civil corrido. Em algumas instituições - como banco por exemplo - um "exercício" é considerado a cada 06 meses. São exemplos os financiamentos, títulos a pagar, entre outros.
O passivo exigível trata-se das obrigações com terceiros, como duplicatas a pagar, notas promissórias a pagar, fornecedores, impostos a recolher, contas a pagar, títulos a pagar, contribuições a recolher e outras, que terão seu vencimento após o encerramento do próximo exercício financeiro em relação ao fato corrente em sua instituição.

Alterações na lei 6.404/76 reclassificara essas contas para o novo grupo do Passivo não circulante, extinguindo a nomenclatura anterior.  3 adm Pe cirilo 2020